# シアター・オブ・エターナル・ミュージック
シアター・オブ・エターナル・ミュージック（Theatre of Eternal Music）は、後にドリーム・シンジケート (The Dream Syndicate)としても知られることとなる、実験的なドローン・ミュージックに焦点を当てた、ラ・モンテ・ヤングによって結成され1960年代中期に存在した音楽グループである。ラ・モンテ・ヤング、ジョン・ケイル、アンガス・マクリーズ、テリー・ジェニングス、マリアン・ザジーラ、トニー・コンラッド、ビリー・ネーム、ジョン・ハッセル、ジョン・ギブソン、アレックス・ディアらのパフォーマンスをフィーチャーした。このグループは、フルクサスによるネオダダの美学と、ジョン・ケージ以後のノイズミュージックの連続体としてスタイル的に結びついている。

## 略歴
シアター・オブ・エターナル・ミュージックは、アメリカ合衆国の東海岸と西ヨーロッパで演奏を行った。また、西ヨーロッパでは、高調波の組み合わせによる長時間の感覚的な音の洪水で構成されていた。「許容可能な」シーケンスと同時性に関してラ・モンテ・ヤングによって定められた「規則性」を基に、あるものから次のものへゆっくりと移動してゆく音楽だった。
1964年、アンサンブルには、ヤングとマリアン・ザジーラのボイス、トニー・コンラッドとジョン・ケイルのストリングス、そして時としてテリー・ライリーのボイスが含まれていた。シアター・オブ・エターナル・ミュージックの不協和音の持続と大きな増幅は、不協和音とフィードバックの両方を使用することにつながり、ヴェルヴェット・アンダーグラウンドに対するその後のケイルの音楽的貢献に影響を与えた。ケイルとコンラッドは、ケイルによる「Inside the Dream Syndicate」シリーズ（ドリーム・シンジケートとは、ケイルとコンラッドがヤングとの共同作業に付けた別名である）など、1960年代半ばに作成したノイズミュージックの録音をリリースした。
シアター・オブ・エターナル・ミュージックが演奏する作品のほとんどは、「緑色で鋸歯のオセロットと高圧線降圧交流器、製材所に照らされ、旋風と黒曜石のゴングの夢で明らかにされた聖なる数字のドローンを想起させるカメ。 (The Tortoise Recalling the Drone of the Holy Numbers as they were Revealed in the Dreams of the Whirlwind and the Obsidian Gong, Illuminated by the Sawmill, the Green Sawtooth Ocelot and the High-Tension Line Stepdown Transformer.)」などの長いタイトルを持っている。同様に、作品も極端な長さとなっていることが多く、多くの作品には始まりも終わりもなく、特定のパフォーマンスの前後に存在した。1964年に開始されたシアター・オブ・エターナル・ミュージック・アンサンブルによる傑作は、「亀、その夢と旅 (The Tortoise His Dreams and Journeys)」と題され、いくつかのセクションに分かれていた。「49の夢の地図：銀河の間に見られる装飾的な数光年が形成する網目模様11組のうちの2システム (Map of 49’s Dream: The Two Systems of Eleven Sets of Galactic Intervals Ornamental Light-Years Tracery)」は、その断片がディスク上で見つけられる唯一のものとなっている（40分の演奏で、メンバーは、トランペットのジョン・ハッセル、トロンボーンのギャレット・リスト、ボイスのザジーラ、エレクトロニクスのヤング）。ドリーム・ハウスによる最長の公演は、1979年から1985年まで6年間連続して続けられたニューヨークのハリソン・ストリート・ギャラリーでのライブのひとつで行われたものである。

## ディスコグラフィ

### アルバム
ラ・モンテ・ヤング、マリアン・ザジーラ名義
- The Theatre of Eternal Music: Dream House 78' 17" (1974年、Shandar)

ドリーム・シンジケート名義
- 『Vol.1』 - Inside the Dream Syndicate, Volume I: Day of Niagara (2000年、Table of the Elements TOE-CD-74) ※1965年4月25日、ニューヨーク録音

メンバー : ラ・モンテ・ヤング、マリアン・ザジーラ、アンガス・マクリーズ、ジョン・ケイル、トニー・コンラッド
- Inside the Dream Syndicate Vol.II: Dream Interpretation (2002年、Table of the Elements)

メンバー : ジョン・ケイル、アンガス・マクリーズ、トニー・コンラッド
- Inside the Dream Syndicate Vol.III: Stainless Gamelan (2002年、Table of the Elements)

メンバー : テリー・ジェニングス、アンガス・マクリーズ、ジョン・ケイル、スターリング・モリソン

## 参照
- ミニマル・ミュージック
- ノイズミュージック